# Ludwig Gredler
Ludwig Gredler (Hall in Tirol, 19 novembre 1967) è un allenatore di biathlon ed ex sciatore nordico austriaco attivo sia nello sci di fondo sia nel biathlon, disciplina nella quale colse i maggiori successi.

## Biografia

### Carriera sciistica
Nel biathlon in Coppa del Mondo ottenne il primo podio, nonché primo risultato di rilievo, nel 1992 a Oslo Holmenkollen (2°) e la prima vittoria il 18 marzo 1993 a Kontiolahti.
In carriera prese parte a cinque edizioni dei Giochi olimpici invernali, Albertville 1992 (11° nella sprint, 12° nella staffetta), Lillehammer 1994 (5° nella sprint, 18° nell'individuale, 9° nella staffetta), Nagano 1998 (11° nella sprint, 12° nell'individuale, 11° nella staffetta), Salt Lake City 2002 (10° nella sprint, 4° nell'inseguimento, 11° nell'individuale, 6° nella staffetta) e Torino 2006 (52° nella sprint, 45° nell'inseguimento, 41° nell'individuale, 17° nella staffetta) e a dodici dei Campionati mondiali, vincendo due medaglie.
Nello sci di fondo gareggiò soltanto a livello nazionale, laureandosi campione austriaco sulla 30 km nel 1996.

### Carriera da allenatore
Dopo il ritiro, Gredler è divenuto allenatore nei quadri della nazionale austriaca.

## Palmarès

### Biathlon

#### Mondiali
- 2 medaglie
  - 1 argento (individuale[2] a Oslo/Lahti 2000)
  - 1 bronzo (individuale[2] a Osrblie 1997)

#### Coppa del Mondo
- Miglior piazzamento in classifica generale: 7º nel 1993
- 20 podi (15 individuali, 5 a squadre[1]), oltre a quelli conquistati in sede iridata e validi anche ai fini della Coppa del Mondo:
  - 9 vittorie (6 individuali, 3 a squadre)
  - 8 secondi posti (7 individuali, 1 a squadre)
  - 3 terzi posti (2 individuali, 1 a squadre)

##### Coppa del Mondo - vittorie
| Data             | Località    | Nazione   | Spec.                                                           |
| ---------------- | ----------- | --------- | --------------------------------------------------------------- |
| 18 marzo 1993    | Kontiolahti | Finlandia | IN                                                              |
| 9 marzo 1995     | Lahti       | Finlandia | IN                                                              |
| 9 dicembre 1995  | Östersund   | Svezia    | SP                                                              |
| 13 gennaio 1996  | Anterselva  | Italia    | SP                                                              |
| 12 gennaio 1997  | Ruhpolding  | Germania  | TM (con Hannes Obererlacher, Reinhard Neuner e Wolfgang Perner) |
| 16 gennaio 1997  | Anterselva  | Italia    | IN                                                              |
| 15 marzo 1997    | Novosibirsk | Russia    | SP                                                              |
| 5 dicembre 1999  | Hochfilzen  | Austria   | RL (con Wolfgang Perner, Günther Beck e Wolfgang Rottmann)      |
| 15 dicembre 2001 | Pokljuka    | Slovenia  | RL (con Daniel Mesotitsch, Wolfgang Perner e Christoph Sumann)  |

Legenda:

IN = individuale

SP = sprint

TM = gara a squadre

RL = staffetta

#### Campionati austriaci
- 21 medaglie[3]:
  - 7 ori (10 km, 20 km nel 1994; sprint nel 1995; 10 km, 20 km nel 1996; sprint nel 1999; inseguimento nel 2001)
  - 8 argenti (sprint, individuale nel 1998; individuale nel 1999; sprint nel 2001; sprint nel 2002; sprint nel 2003; sprint, inseguimento nel 2006)
  - 6 bronzi (20 km nel 1992; inseguimento nel 2002; sprint, inseguimento nel 2005; ; inseguimento, partenza in linea nel 2007)

### Sci di fondo

#### Campionati austriaci
- 1 medaglia[3]:
  - 1 oro (30 km nel 1996)